# Trần Đăng Khoa (nhà thơ)
Trần Đăng Khoa (sinh ngày 26 tháng 4 năm 1958), quê làng Trực Trì, xã Quốc Tuấn, huyện Nam Sách, tỉnh Hải Dương, là một nhà thơ, nhà báo, biên tập viên Tạp chí Văn nghệ Quân đội, Phó chủ tịch Hội Nhà văn Việt Nam. Ông nguyên là Trưởng ban Văn học Nghệ thuật, Giám đốc Hệ Phát thanh có hình VOVTV của Đài tiếng nói Việt Nam, Phó Bí thư thường trực Đảng ủy Đài Tiếng nói Việt Nam. Hiện nay, ông giữ chức Phó Chủ tịch Hội Nhà văn Việt Nam, Phó Chủ tịch Liên hiệp VHNT Hà Nội. Ông cũng là Trưởng Ban Chung khảo, Hội đồng Giám khảo Quốc gia của cuộc thi Viết thư quốc tế UPU tại Việt Nam từ năm 2016 đến nay, thay cho Phó chủ tịch Hội Nhà văn Việt Nam (Nguyễn Trí Huân).

## Tiểu sử
Từ nhỏ, ông đã được nhiều người cho là thần đồng thơ văn. Lên 8 tuổi, ông đã có thơ được đăng báo. Năm 1968, khi mới 10 tuổi, tập thơ đầu tiên của ông: Từ góc sân nhà em (tập thơ tiếp theo là Góc sân và khoảng trời) được nhà xuất bản Kim Đồng xuất bản. Có lẽ tác phẩm người biết đến nhất của ông là bài thơ "Hạt gạo làng ta", sáng tác năm 1968, được thi sĩ Xuân Diệu hiệu đính, sau được nhạc sĩ Trần Viết Bính phổ nhạc ( 1971 ).
Ông cũng được biết đến nhiều với câu chuyện khi mới hơn 10 tuổi đã đề nghị đổi câu thơ "Đường ta đi rộng thênh thang tám thước" thành "Đường ta rộng thênh thang ta bước" trong bài thơ Ta đi tới của nhà thơ nổi tiếng thời bấy giờ là Tố Hữu.
Trần Đăng Khoa nhập ngũ ngày 26 tháng 2 năm 1975 khi đang học lớp 10 trường phổ thông cấp 3 Nam Sách, quân số tại Tiểu đoàn 691 Trung đoàn 2 Quân tăng cường Hải Hưng. Sau khi thống nhất, việc bổ sung quân cho chiến trường không còn cần thiết nữa, ông được bổ sung về Quân chủng Hải quân, ông cũng từng chiến đấu ở Chiến trường Tây Nam Việt Nam giai đoạn 1978-1979. Sau đó ông theo học Trường Viết văn Nguyễn Du và được cử sang học tại Viện Văn học Thế giới M.Gorki thuộc Viện Hàn lâm Khoa học Xã hội Nga. Khi trở về nước ông làm biên tập viên Tạp chí Văn nghệ quân đội. Từ tháng 6 năm 2004, khi đã mang quân hàm thượng tá Quân đội nhân dân Việt Nam, ông chuyển sang công tác tại Đài tiếng nói Việt Nam, giữ chức Phó Trưởng ban Văn học Nghệ thuật, sau đó là Trưởng ban Văn học Nghệ thuật Đài Tiếng nói Việt Nam. Năm 2008, khi Đài tiếng nói Việt Nam thành lập Hệ phát thanh có hình VOVTV (tiền thân của Kênh truyền hình VOV và nay là Kênh truyền hình Văn hóa – Du lịch Vietnam Jouney), ông được phân công làm Giám đốc đầu tiên của hệ này. Đến khoảng giữa năm 2011, chức vụ này được chuyển giao cho ông Vũ Hải – Phó Tổng Giám đốc của Đài kiêm nhiệm để ông chuyển sang làm Phó Bí thư thường trực Đảng ủy Đài Tiếng nói Việt Nam VOV.
Hiện nay ông là Phó Chủ tịch Hội Nhà văn Việt Nam (khóa IX) và Tổng biên tập Tạp chí nhà văn và cuộc sống.

## Tác phẩm
Trần Đăng Khoa không có nhiều tác phẩm, và danh hiệu "thần đồng thơ trẻ" của nhà thơ thời thơ ấu không hề liên quan hay được nối tiếp đến quãng đời về sau khi nhà thơ tham gia nhập ngũ, theo học ở Nga, khi về nước làm biên tập viên, làm báo. Thi hứng một thời không là động lực cho cảm xúc khi tác giả đã cao tuổi. Những tác phẩm nổi bật của Trần Đăng Khoa :
- Từ góc sân nhà em, 1968.
- Góc sân và khoảng trời, tập thơ, 1968, 107 bài thơ, tái bản khoảng 30 lần, được dịch và xuất bản tại nhiều nước trên toàn thế giới.
- Hạt gạo làng ta, 1969, được Trần Viết Bính phổ nhạc thành bài hát cùng tên.
- Đi đánh thần Hạn, trường ca 4 chương, 1970.
- Thơ Trần Đăng Khoa (tập 1), tuyển tập thơ, 1970.
- Trường ca Trừng phạt, trường ca, 1973.
- Khúc hát người anh hùng, trường ca, 1974.
- Trường ca Giông bão, trường ca, 1983.
- Thơ Trần Đăng Khoa (tập 2), tuyển tập thơ, 1983.
- Bên cửa sổ máy bay, tập thơ, 1985, 26 bài thơ.
- Chân dung và đối thoại, tiểu luận phê bình, Hà Nội: Nhà xuất bản Thanh niên, 1998, tái bản nhiều lần. Tác giả cho biết ban đầu đã dự kiến phát hành tập II của tác phẩm này, nhưng hiện đã gộp bản thảo vào phần I để tái bản.
- Thơ tình người lính biển, được Hoàng Hiệp phổ nhạc thành bài "Chút thơ tình người lính biển".[4]
- Đảo chìm, tập truyện – ký, 2000, đến đầu năm 2009 đã tái bản 25 lần.[5]
- Hầu chuyện Thượng đế, đàm thoại văn học, 2015, gồm 80 bài.
- Đảo chìm Trường Sa, tuyển tập thơ văn, 2016.

## Giải thưởng
- Giải thưởng thơ của báo Thiếu niên Tiền phong (các năm 1968, 1969, 1971)
- Giải nhất báo Văn nghệ (1982)

## Vinh danh
- Giải thưởng Nhà nước về Văn học Nghệ thuật năm 2001

## Gia đình
Trần Đăng Khoa có một anh trai là nhà thơ, nhà báo Trần Nhuận Minh – tác giả các tập thơ "Nhà thơ và Hoa cỏ", "Bản xô nát hoang dã", "45 khúc đàn bầu của kẻ vô danh"..., từng là Chủ tịch Hội văn học Nghệ thuật tỉnh Quảng Ninh. Một chị gái là Trần Thị Bình, hiện sống ở quê cùng với thân mẫu của nhà thơ. Ông còn có một người em gái tên là Trần Thị Thuý Giang, hiện làm giáo viên tại thành phố Cẩm Phả, tỉnh Quảng Ninh.
Vợ Trần Đăng Khoa là Vũ Kiều Trâm.

## Nhận xét

### Về việcTrịnh Xuân Thanhtrở về Việt Nam
Viết trên trang trực tuyến của đài ông (hiện là người duy nhất trong Đảng phát biểu): "Tôi rất ngạc nhiên khi một số người Việt, trong đó có cả trí thức lại tỏ ra ngờ vực việc đầu thú của Trịnh Xuân Thanh, rồi có những việc làm mà người phát ngôn Bộ Ngoại giao ta đã phải lên tiếng và "rất lấy làm tiếc." 